# Comisión Electoral Central (Georgia)
La Comisión Electoral Central (en georgiano: საქართველოს საარჩევნო ადმინისტრაცია, romanizado: sakartvelos saarchevno administ'ratsia; SSA) es el organismo responsable de la organización y celebración de las elecciones nacionales y referendos en Georgia, actúa conforme a lo establecido en la Constitución de Georgia y el Código Electoral de Georgia.

## Estructura
La Comisión Electoral Central está formada por la Comisión Electoral Suprema de Adjara y las Comisiones Electorales de Distrito y de Distrito.
- La Comisión Electoral Central (CEC) (en georgiano: ცენტრალური საარჩევნო კომისია, ცესკო), órgano supremo de la Administración, que gestiona y controla todos los niveles de las comisiones electorales. La CEC está compuesta por 13 miembros, incluido un Presidente, que desempeñan su cargo durante un período de cinco años. Cinco miembros son elegidos por el Parlamento de Georgia por recomendación del Presidente de Georgia, mientras que los siete restantes son designados por los partidos calificados para las elecciones.[1]
- La Comisión Electoral Suprema de Adjara (SEC, georgiano: აჭარის უმაღლესი საარჩევნო კომისია, უსკო), organismo regional responsable de las elecciones del Consejo Supremo de la República Autónoma de Adjara.[1]
- La Comisión Electoral de Distrito (DEC, საოლქო საარჩევნო კომისია), un organismo territorial permanente responsable del proceso electoral en un distrito electoral. En mayo de 2017, había 76 DEC en Georgia. Un DEC está compuesto por 13 miembros. De éstos, la CEC elige cinco miembros permanentes, mientras que, durante un período electoral, los partidos calificados designan siete miembros y la CEC elige uno.[1]
- La Comisión Electoral de Recinto (PEC, საუბნო საარჩევნო კომისია), organismo territorial temporal, autorizado para llevar a cabo las elecciones en un distrito electoral. En Georgia se crean alrededor de 3.700 PEC durante un período electoral. Una PEC está compuesta por 13 miembros; una comisión electoral supervisora elige seis miembros, mientras que los partidos calificados designan siete miembros.[1]